# Morven (Ossian)
Morven ist ein fiktives Königreich in den westlichen Highlands im Werk Ossian des schottischen Dichters James Macpherson. Der Name leitet sich von schottisch-gälisch mór-bheinn („großer Berg“) her.
In diesem angeblich überlieferten keltischen Epos, das in Wahrheit von Macpherson selbst verfasst wurde, wird Morven als das Reich von König Fingal genannt. Ursprünglich wird nur die Nordwestküste Schottlands so bezeichnet, der Machtbereich Fingals erstreckt sich jedoch später auf ganz Schottland mit den nördlichen Inseln und Irland. Fingals Burg nennt sich Selma, einer seiner Königssitze ist Temora in Irland.
„Fingal allein der gewaltige König des stürmischen Morven.“
„…hundert Orkanen durch Morven und Strömen von hundert Gebirgen,…“ (Gedichte Ossians)
Das Reich Morven ist eine Erfindung Macphersons und wird in den keltischen Überlieferungen nicht genannt. Es gibt allerdings einen Berg Morven in der traditionellen schottischen Grafschaft Caithness in der Council Area Highland im Nordosten der Highlands sowie in der Council Area Aberdeenshire (beide auf Schottisch-Gälisch: A’ Mhòr Bheinn).